# Shawn Piller
Shawn Piller (* 5. Oktober 1972 in Los Angeles) ist ein US-amerikanischer Drehbuchautor, Produzent und Regisseur.

## Leben
Piller absolvierte die USC School of Cinematic Arts, eine Filmschule innerhalb der University of Southern California in Los Angeles. 1999 gründete er zusammen mit seinem Vater Michael Piller die unabhängige Produktionsgesellschaft „Piller²“ in Hollywood. Nach dessen Tod 2005 schloss er sich mit dem Produzenten Lloyd Segan zur neuen The Piller-Segan Company zusammen.
Zusammen mit seinem Vater wurde er für die Erfindung der Serie Dead Zone bekannt. Am 31. Juli 2004 heiratete er die Schauspielerin Lindsay Price. 2007 trennte sich das Paar jedoch wieder.

## Filmografie (Auswahl)

### Als Drehbuchautor
- 1994: Raumschiff Enterprise: Das nächste Jahrhundert (Star Trek: The Next Generation, Fernsehserie, eine Folge)
- 1996: Star Trek: Raumschiff Voyager (Star Trek: Voyager, Fernsehserie, zwei Folgen)
- 2005: Wildfire (Fernsehserie, zwei Folgen)
- 2002–2007: Dead Zone (The Dead Zone, Fernsehserie, 81 Folgen)

### Als Produzent
- 1997: Oakland Underground
- 1998: Too Pure
- 1999: The Lovely Leave
- 2003–2007: Dead Zone (The Dead Zone, Fernsehserie, 55 Folgen)
- 2005: Wildfire (Fernsehserie, unbekannte Anzahl an Folgen)
- 2007–2011: Greek (Fernsehserie, 42 Folgen)
- 2008: Wildfire Webisodes (Miniserie, unbekannte Anzahl an Folgen)
- 2010–2012: Haven (Fernsehserie, 28 Folgen)

### Als Regisseur
- 2004/2006: Dead Zone (The Dead Zone, Fernsehserie, zwei Folgen)
- 2006/2008: Wildfire (Fernsehserie, zwei Folgen)
- 2009: Greek (Fernsehserie, zwei Folgen)
- 2011–2013: Haven (Fernsehserie, neun Folgen)